# Carl Fallberg
Carl Fallberg (* 11. November 1915; † 9. Mai 1996) war ein amerikanischer Autor von Comics für Walt Disney. Ab 1953 schuf er zusammen mit dem Zeichner Paul Murry hunderte von Geschichten, in denen Micky Maus als Detektiv auftrat. Die gemeinsame Story mit dem Originaltitel The Vanishing Railroad von 1956 wurde in den deutschen Jubiläumsband 90 Jahre Micky Maus aufgenommen.